# 小行星8306
小行星8306（8306 Shoko）是一颗围绕太阳公转的小行星。1995年2月24日，中村彰正在久万高原町发现了此天体。
該小行星以日本創作歌手澤田聖子命名。
这颗小行星的绝对星等为143.1816348799885等。